# Remigera spatulata
Remigera spatulata is een keversoort uit de familie frambozenkevers (Byturidae). De wetenschappelijke naam van de soort is voor het eerst geldig gepubliceerd in 1994 door Springer & Goodrich.